# Петровское (Шиловский сельский совет)
Петровское (укр. Петрівське) — село на Украине, находится в Добропольском районе Донецкой области.
Население по переписи 2001 года составляет 3 человека. Почтовый индекс — 85033. Телефонный код — 6277.

## Адрес местного совета
85033, Донецкая область, Добропольский р-н, с. Шиловка, ул.Шевченко, 1